# Carree Alte Post
Das ehemalige Postamt Lichtenberg 1 bildet den Kern des neuen Wohnkomplexes Carrée Alte Post in der Dottistraße im Ortsteil Berlin-Lichtenberg. Es war die erste zentrale Poststelle in Lichtenberg, nachdem der Ort in der Großgemeinde Berlin aufgegangen war. Der vierstöckige Klinker-Verblendbau wurde zwischen 1925 und 1927 errichtet. Das expressionistisch gestaltete Gebäude steht seit den späten 1970er Jahren unter Denkmalschutz. Im Jahr 2013 erwarb eine Immobiliengesellschaft das ehemalige Postamt und zwei Nachbargrundstücke. Nach denkmalgerechter Sanierung und Innenmodernisierung in dem Bauwerk werden Eigentumswohnungen eingerichtet. Neubauten östlich und nördlich des historischen Postamtsgebäudes komplettieren alles zum Ensemble „Carrée Alte Post“.

## Geschichte

### Erstes Postamt in Berlin-Lichtenberg
Die Berliner Reichspostverwaltung hatte das Grundstück erworben und ließ hier ein neues Postamt errichten. Die bis 1925/1926 als einfache „Baustellen“ im Berliner Adressbuch ausgewiesenen Flächen Dottistraße 1–10 waren im Jahr 1927 aufgeteilt in Nummer 1–6: Baustellen, Nummer 7: Mineralwasserfabrik K. Glatzig (Eigentümer), Nummer 11: Schuhfabrikant Josef Freusel (Eigentümer) und Nummer 12–16: Reichspostverwaltung (ebenfalls Eigentümer). Hier entstand nach dem Entwurf von Pottisch ab 1925 ein viergeschossiges Funktionsgebäude als Postamt. Im Jahr 1927 war das Postamt für die Deutsche Reichspost (DRP) bezugsfertig. An der Bauausführung war der Maurermeister Adolph Mattheus aus Charlottenburg („Büro für Bauausführungen“) maßgeblich beteiligt, der schon etliche Wohn- und Geschäftsbauten in Berlin verwirklicht hatte. Das Postamt nahm einen Großteil der nordöstlichen Straßenseite zwischen Rathausstraße und Ruschestraße ein.

### Um- und Anbauten für eine erweiterte Nutzung
Bereits kurz nach 1930 erfolgte der erste Umbau, weil die Aufgabe Fernsprechbetriebsstelle mit einer Telegrafen-Bauabteilung hinzugekommen war. Auch ein Anschluss an das Berliner Rohrpostnetz erfolgte. Hofseitig entstanden weitere Gebäude einschließlich einer kleinen Fahrzeughalle. In den Adressbüchern zwischen 1930 und 1943 sind auch jeweils vier Bewohner des Postgebäudes genannt, darunter der Postdirektor (später Postamtmann) und der Telegrafen-Werkmeister. Daraus kann eigentlich nur geschlossen werden, dass hier Dienstwohnungen eingerichtet waren. Die Unterbringung von Dienstwohnungen in Amtsgebäuden war damals noch allgemein üblich, wobei auch die allgemeine Wohnungsnot eine Rolle spielte.
Anlässlich der Olympischen Sommerspiele 1936 in Berlin entstand im Postamt Dottistraße eine der insgesamt 27 öffentlichen Berliner Fernsehstuben.
Auf dem Nachbargrundstück Dottistraße 11, Ecke Ruschestraße, das 1927–1931 eine Schuhfabrik beherbergte, ist ab 1935 die Berliner Waffel- und Konfitürenfabrik A. Illgen verzeichnet. In den Folgejahren ordnen die Adressbücher auch das Grundstück Dottistraße 10 dieser Fabrik zu. Nach dem Zweiten Weltkrieg entstandene Fotos zeigen ein dreietagiges Gebäude (in Form und Größe einer Villa) direkt an der Nordostecke des Postgebäudes und von der Straße zurückgesetzt viergeschossige, verputzte Gebäude, bei denen es sich wohl um die zugehörigen Fabrikationsgebäude handelt.
Im Jahr 1940 wurde ein erst um 1929 errichtetes Wohnhaus auf der gegenüberliegenden Straßenseite (Dottistraße 7) abgerissen, das sich im Eigentum eines Charlottenburger Privatmanns befand. Die Fläche diente der Telegrafenbauabteilung der Deutschen Reichspost danach als Lagerplatz. Das Postgebäude blieb bis zum Jahr 1943 weiterhin Post- und Fernamt.

### Das Postamt nach dem Zweiten Weltkrieg
Nach dem Ende des Zweiten Weltkriegs beschlagnahmte die sowjetische Besatzungsmacht das Haus samt Fernsprechtechnik. Auf dem Hof ließ man mittig am Postamt ein Quergebäude als Verstärkeramt errichten. Das Postamtsgebäude wurde danach senkrecht in allen Etagen in der Mitte zugemauert. Den so entstandenen komplett abgetrennten Ostflügel mit der darin enthaltenen Technik nutzte die Sowjetmacht für ihre Nachrichtenarbeit, darunter waren Verbindungen zwischen dem in Wünsdorf stationierten Kommando, der Armee-Verwaltung in Berlin-Karlshorst, der sowjetischen Botschaft Unter den Linden und der sowjetischen Regierung im Kreml in Moskau. Eine hofseitige weitere Kraftwagenhalle diente zur Unterbringung eines Notstromaggregats und als Materiallager.
Die Skizze für die Neu- und Umbauten wurde dem Berliner Magistrat vorgelegt und im Jahr 1949 baupolizeilich geprüft. Die übrigen telegrafischen Einrichtungen im Westflügel einschließlich des neuen Verstärkeramtes konnten von den deutschen Behörden weiter benutzt werden. In den 1950er Jahren wurden wiederum Umbauten vorgenommen, die wahrscheinlich wegen des Wegfalls der sowjetischen Telegrafenzentrale nötig waren. Es gibt jedoch keine genauen Angaben über die durchgeführten Arbeiten oder wann der Abzug erfolgte.

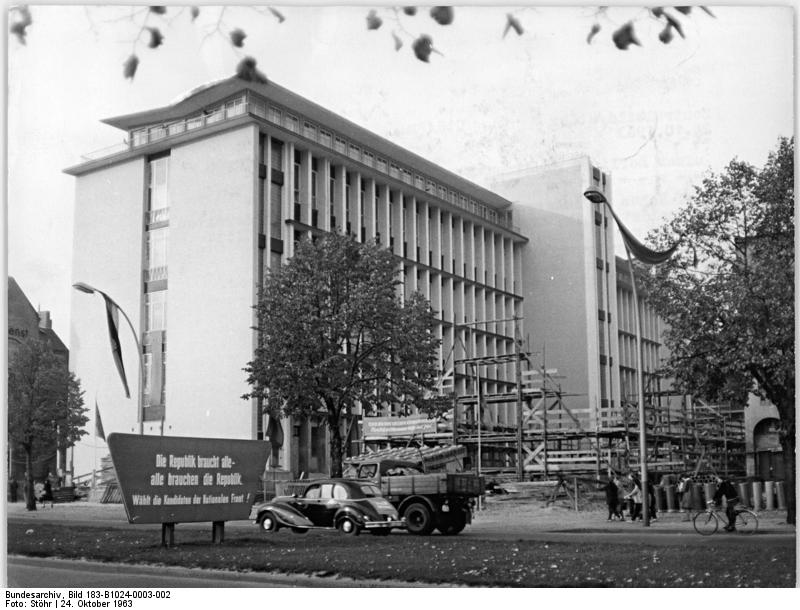
Das neue Fernsprechamt in Lichtenberg, von der Frankfurter Allee aus gesehen; 1963

Die Fernsprechtechnik, stets erweitert und auf neuestem Stand, konnte schließlich in den angestammten Gebäuden nicht mehr untergebracht werden. Außerdem kam nunmehr die Aufgabe der Sprachübertragung für Rundfunk und bald auch für Fernsehen hinzu. So entstand zu Beginn der 1960er Jahre auf der gegenüberliegenden Straßenseite – zwischen Dottistraße und Frankfurter Allee – ein Neubaukomplex für das Fernamt Berlin (Ost) unter Verwendung des Lagerplatzes aus den 1940er Jahren. Das Postamt wurde aufgegeben, auch, weil an der Ecke Buchberger Straße das neue Zentralpostamt Lichtenberg eröffnet hatte. In dem historischen Gebäude verblieben neben technischen Einrichtungen (Übertragungstechnik des Verstärkeramtes im Erdgeschoss)  auch einige Verwaltungseinrichtungen des Fernamtes wie die Kaderabteilung. Später unterhielt das Ministerium für Staatssicherheit in dem historischen Gebäude eine „konspirative Wohnung“, in der Weitverkehrs – Fernmeldeverbindungen angezapft und zur Abhörzentrale des MfS in der nahe gelegenen Gotlindestraße 93 übertragen wurden.
Das leerstehende Baudenkmal wurde im 21. Jahrhundert für Investoren interessant, von denen sich die „Dolphin Capital 34. Projekt GmbH & Co. KG“, eine Gesellschaft der German Property Group, mit dem Bezirksdenkmalamt in Verbindung gesetzt und breite Zustimmung für den Ausbau als Wohnobjekt erhalten hatte. So kam im Jahr 2013 schließlich ein Kaufvertrag zustande.

## Architektur

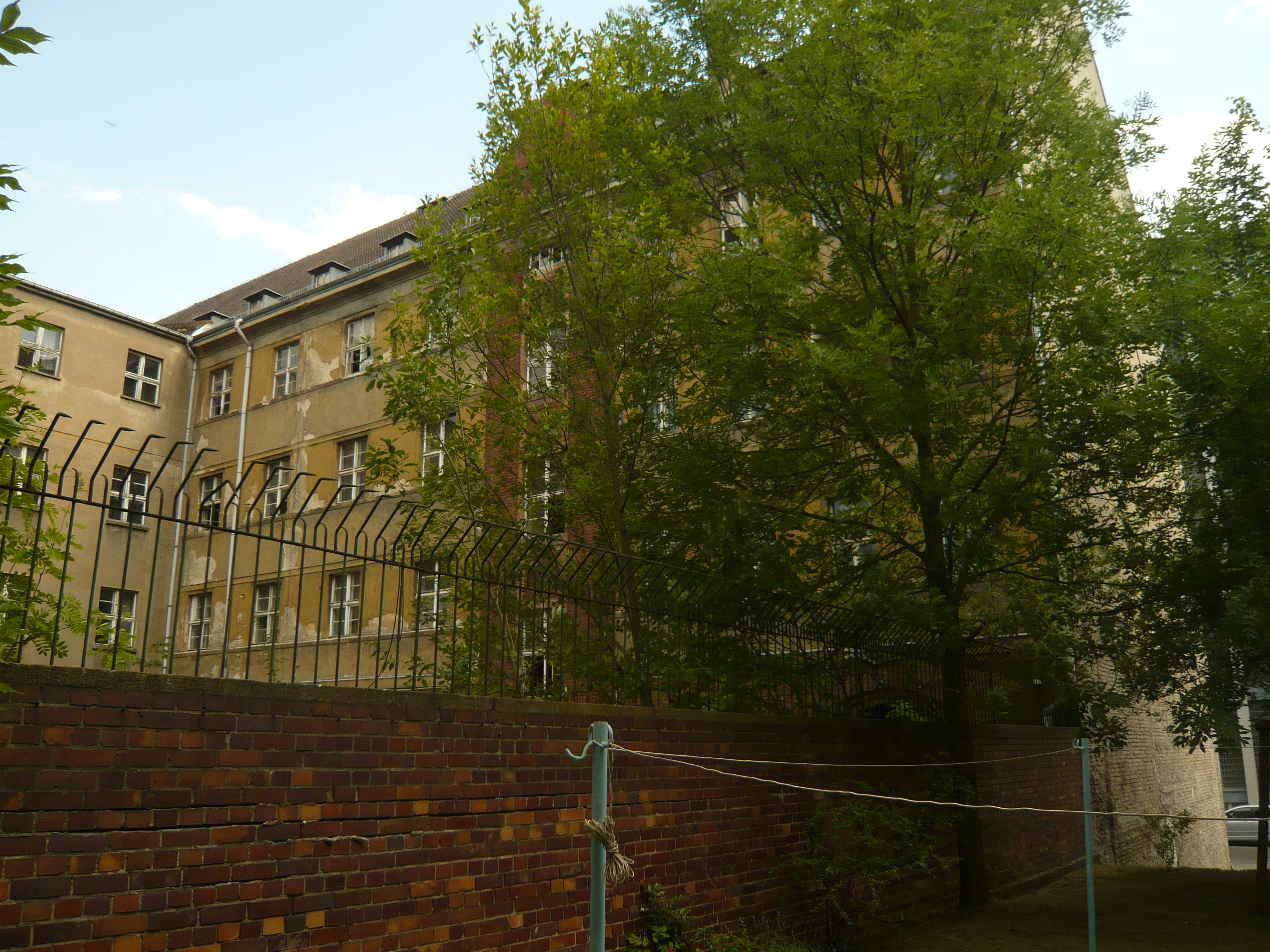
Hofansicht, Juni 2010

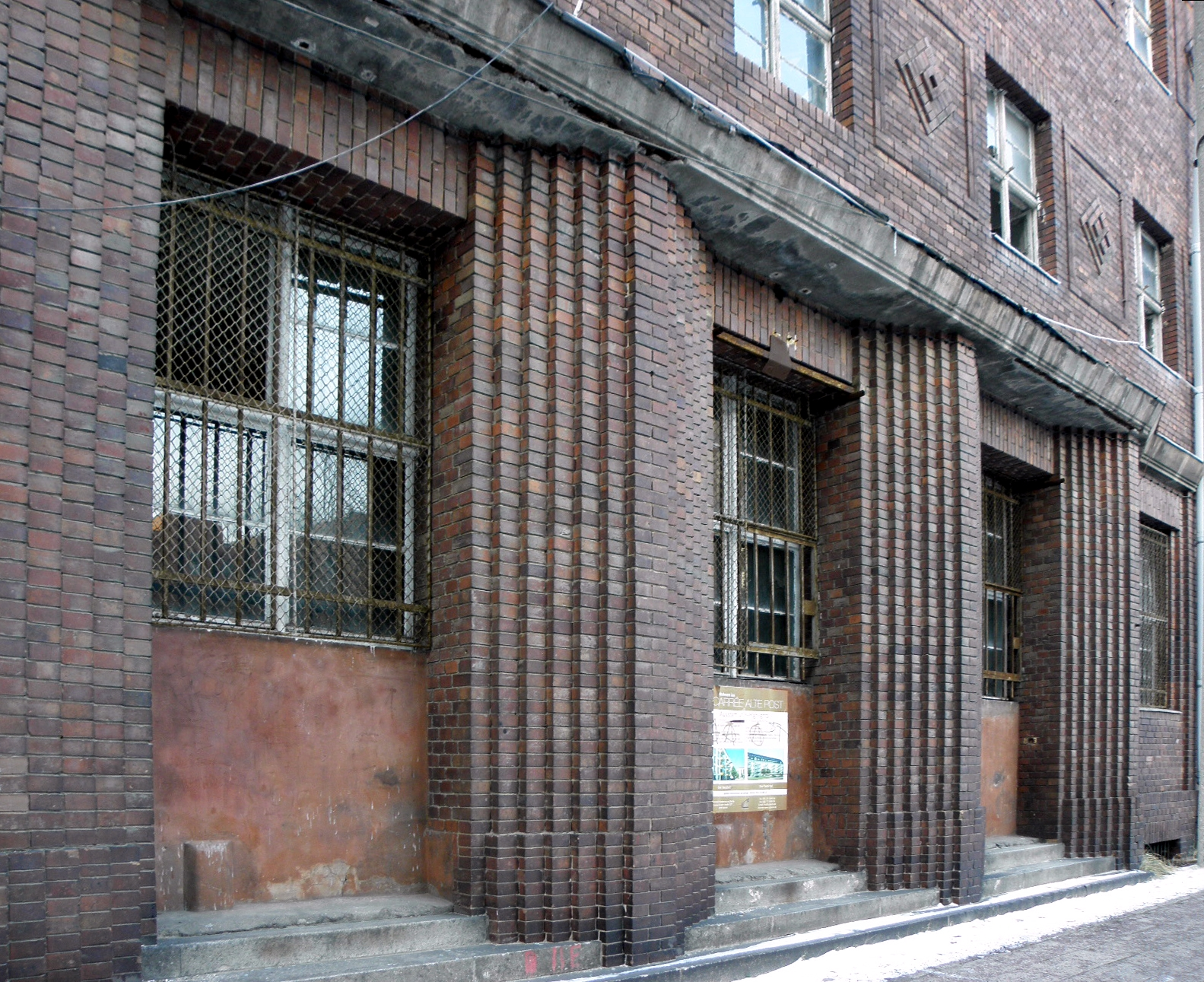
Portal, Januar 2014

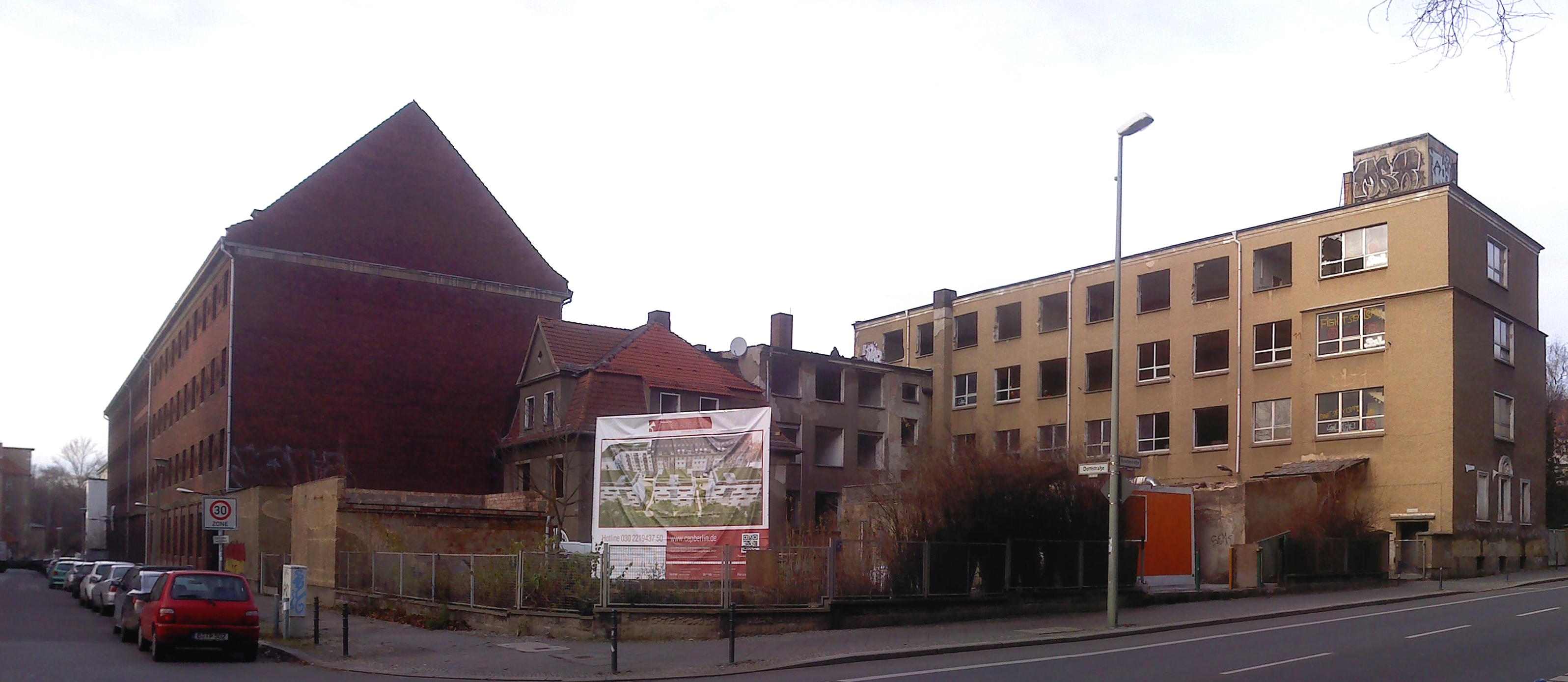
Gesamtansicht der Häuser Ruschestraße und Dottistraße, die zu dem dargestellten neuen Wohnbereich gehören werden. Im Vordergrund ein Baustellenschild, die Villa steht noch, das hintere Haus wurde beräumt; Zustand am 17. Dezember 2013.
Im März 2014 war die Villa entfernt und das rechts zu sehende Gebäude war bereits bis ins Erdgeschoss abgetragen.

Das Gebäude, in dreiundzwanzig Achsen gegliedert, besitzt Dachgauben und ist mit einem Satteldach abgeschlossen. Die Fassade wird von einem Mittelportal und zwei rundbogigen Durchfahrten unterbrochen. In den Durchfahrten gibt es beiderseits Treppen in das Innere. Bis in die 1970er Jahre gab es von der Hofseite her direkte Zugänge zu diesen Treppenhäusern, die inzwischen zugemauert sind. Ein Kunststein-Gesims in ganzer Gebäudebreite setzt das Erdgeschoss von den darüber liegenden Stockwerken ab. Auf der Straßenseite sind die Fenster durch aus den Klinkern entwickelte Schmuckfelder zu Bändern zusammengefasst. Auf der Hofseite sind lediglich die Treppenaufgänge durch Klinker gerahmt und damit senkrecht betont. Der Rest der Fassade ist abgeputzt.
Der Baustil wird von Baufachleuten dem konservativen Expressionismus zugerechnet. Die Innengestaltung erfolgte in ähnlicher Weise: Säulen mit teils glasierten Klinkern und eckige Wandelemente schmückten die zentral gelegene Schalterhalle. Zu ihr führten vier Stufen vom Straßenniveau und ein dreigliedriges Stufenportal. Das Gebäudeinnere ist im 21. Jahrhundert nur noch in wenigen Details original erhalten, beispielsweise die Treppengeländer und die kantigen Türeinfassungen. Sie werden restauriert. Auf dem jetzt leeren weißen Putzband an der straßenseitigen Fassade oberhalb der zweiten Etage prangte die Aufschrift Deutsche Reichspost und direkt über dem Haupteingang war ein bronzener plastischer Reichsadler angebracht.
Die im Infokasten angegebenen Maße dienen lediglich einer groben Orientierung. Sie beruhen auf Abschätzungen in Google earth. Die Höhe bis zum Dachfirst ist aus der Geschosszahl und den Raumhöhen von durchschnittlich drei Meter und Deckenstärken um 50 Zentimeter geschätzt; die zweite Zahl bei der Grundfläche gibt die gesamte Fläche des neuen Wohnareals an.

## Nutzung als Wohnraum

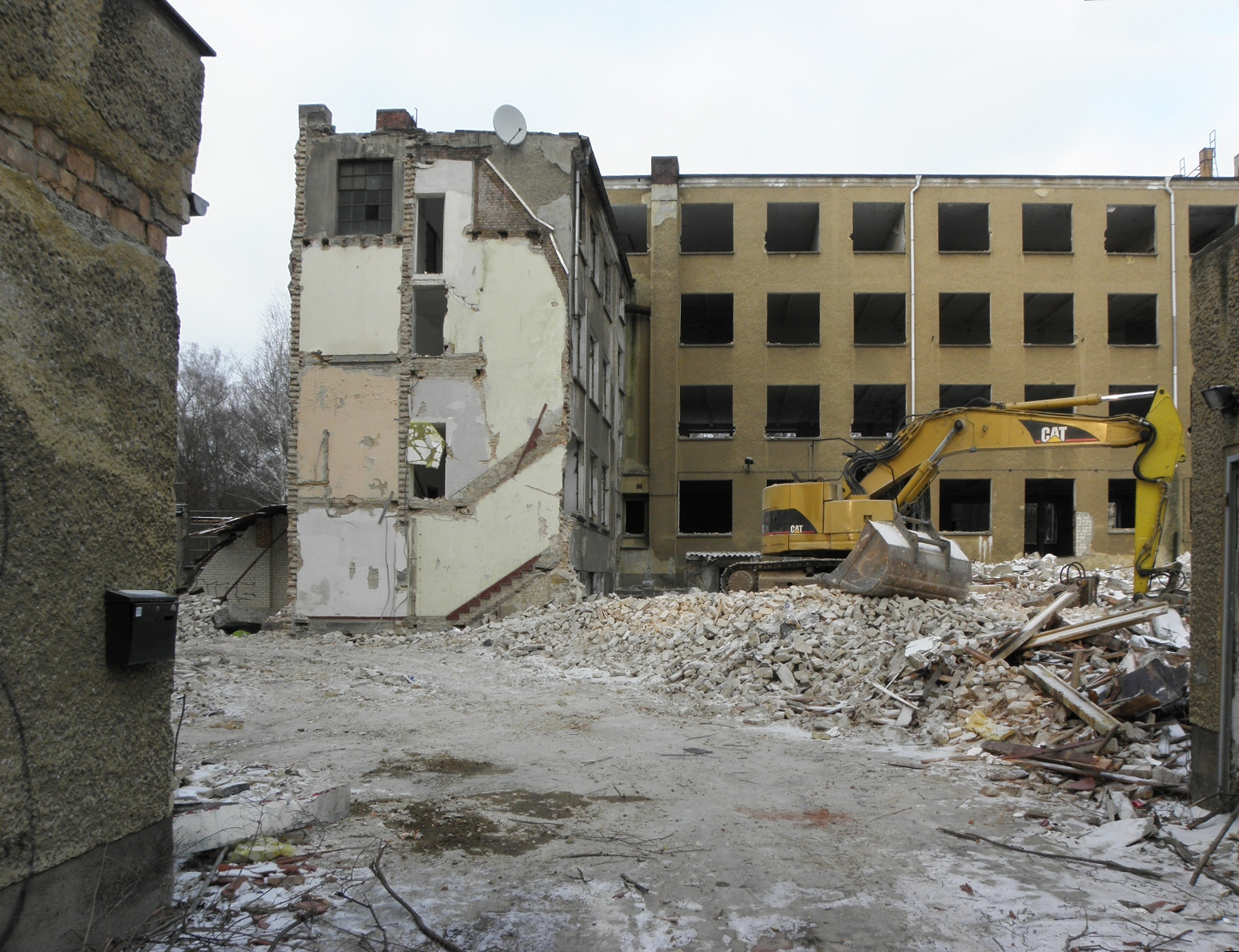
Abrissarbeiten im Januar 2014

Das Architektenteam archis Architekten + Ingenieure GmbH aus Karlsruhe entwickelte das Projekt Carrée Alte Post mit neuer Nutzung des Baudenkmals. So wurden im Gebäude 48 individuell geschnittene Eigentumswohnungen konzipiert mit einem offenen Küche-/Wohnbereich und innenliegenden geräumigen Badezimmern. Der Innenausbau sollte ursprünglich im Frühjahr 2015 abgeschlossen sein, zog sich jedoch länger hin.
Die hofseitigen Nebengebäude und die Bauten auf dem Nachbargrundstück (ehemalige Nummern 10 und 11), das der Investor ebenfalls erworben hatte, sind abgerissen worden. An ihre Stelle traten architektonisch angepasste Wohnneubauten mit insgesamt 91 Eigentumswohnungen, die sich an der Ruschestraße und am Bleckmannweg entlang ziehen und bis 2021 fertig geworden sind. Alle Gebäude bilden einen nach Westen offenen U-förmigen Grundriss. Die Neubauten gruppieren sich um einen großzügig bemessenen und begrünten Innenhof.
Nach Bauverzögerungen, unter anderem beim Abriss der Nachbargebäude zur Ruschestraße, mehreren Wechseln der Generalunternehmer, und offensichtlicher Inkompetenz beim Bauträger erfolgten die ersten Wohnungsübergaben im Herbst 2019 mit mehreren Jahren Bauverzug. Die finale Fertigstellung erfolgte im Jahr 2020.
Das Baudenkmal trägt seit Baubeginn die Hausnummern 14, 15 und 16, die Neubau-Objekte liegen am Bleckmannweg 5–9 und der Ruschestraße 6–7.